# 清水利光
清水 利光（しみず としみつ、1941年または1942年 - ）は、日本の地方公務員。横浜市建築局長、同都市計画局長、同企画局長、同助役を歴任。瑞宝中綬章受章。

## 人物・経歴
武蔵工業大学 (現・東京都市大学) 卒業。横浜市役所入庁。1995年 (平成7年) 4月 藤田武の後任として建築局長、1996年4月 同職を内藤淳之と交代し都市計画局長、1998年4月 若竹馨の後任として企画局長、1999年4月 同職を中村芳之と交代し小椋進の後任として横浜市助役に就任。2005年3月 金田孝之を後任として助役を辞職。
市役所退職後、財団法人横浜企業経営支援財団理事長。金融機関や東海大学、早稲田大学、同志社大学との連携協定を締結した。東京ガス社外監査役。

## 栄典
2015年4月 春の叙勲で地方行政事務功労により瑞宝中綬章を受章